# San Narciso (Zambales)
San Narciso (Bayan ng San Narciso) är en kommun i Filippinerna. Kommunen ligger på ön Luzon, och tillhör provinsen Zambales.
San Narciso är indelat i 17 barangayer.

## Bildgalleri

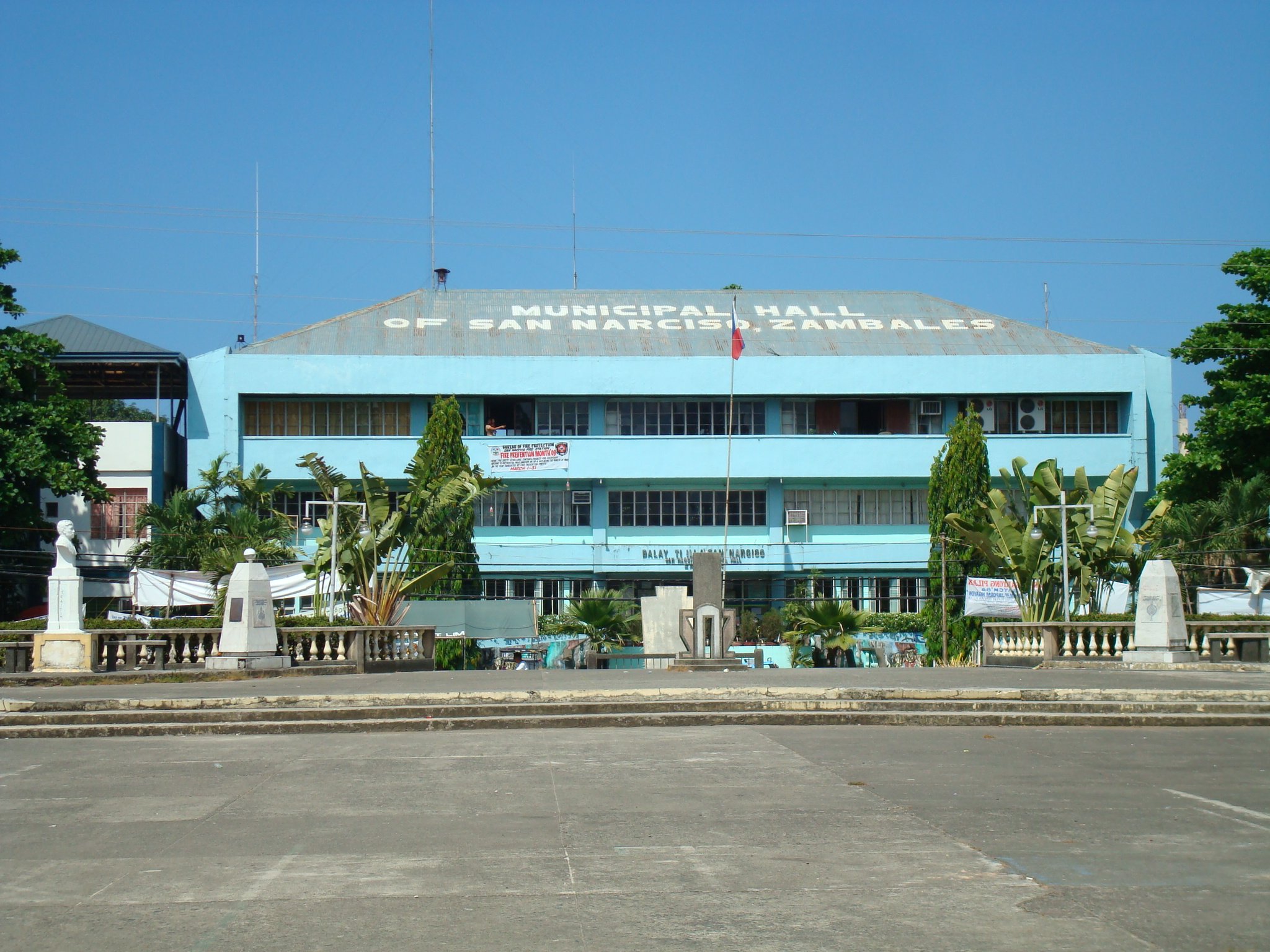